# Gonomyia subtroilus
Gonomyia subtroilus är en tvåvingeart som beskrevs av Alexander 1967. Gonomyia subtroilus ingår i släktet Gonomyia och familjen småharkrankar.
Artens utbredningsområde är Peru. Inga underarter finns listade i Catalogue of Life.